# België op de Paralympische Zomerspelen 1960
België nam deel aan de Paralympische Zomerspelen 1960 in Rome.

## Medailleoverzicht
| Sport        | Olympiër       | Discipline               | Medaille |
| ------------ | -------------- | ------------------------ | -------- |
| Tafeltennis  | Y. Alloo       | Individueel Klasse C (v) | Goud     |
|              |                |                          |          |
| Boogschieten | Marc de Vos    | Columbia Ronde open (v)  | Zilver   |
|              |                |                          |          |
| Boogschieten | van Puymbroeck | Windsor Ronde open (m)   | Brons    |

## Deelnemers en resultaten
(m) = mannen, (v) = vrouwen,  (g) = gemengd

### Boogschieten
| Paralympiër    | Onderdeel               | Resultaat | Prestatie |
| -------------- | ----------------------- | --------- | --------- |
| Marc de Vos    | Columbia Ronde open (v) | Zilver    | 437 pt    |
| van Puymbroeck | Windsor Ronde open (m)  | Brons     | 725 pt    |

### Tafeltennis
| Paralympiër | Onderdeel                | Resultaat | Prestatie |
| ----------- | ------------------------ | --------- | --------- |
| Y. Alloo    | Individueel Klasse C (v) | Goud      |           |